# 同性戀與佛教
佛教對性傾向議題沒有一致看法，不同的傳統和修行僧眾可能抱持不同的觀點。基於佛教戒律，幾乎所有佛教派别都嚴格禁止出家僧眾涉及任何形式的性活動，但對於五戒中規範在家眾不當性行為的邪婬戒則未有完全一致的看法。佛教界對同性性欲的態度基本上保持沉默，有幾位願意為同志發聲的佛教法師主張異性和同性之間的情慾，同樣都構成繫縛身心的无明煩惱，應不分差別心平等看待。
佛教主流觀點以三法印為正法原則，認為有情眾生皆為平等（梵語:sama），均具備覺悟宇宙人生一切真理的佛性。與基督宗教或是伊斯蘭教相比，佛教在歷史上比較沒有出現大規模迫害同志的記錄，因而被視為算是立場相對溫和的宗教。不過目前只有台灣、尼泊爾和泰國承認同性婚姻，尼泊爾是佛祖釋迦牟尼的誕生地，泰國視佛教為國教。

## 佛教文獻
北傳佛教《阿含》以及南傳佛教《巴利經藏》當中，佛陀於居士五戒立下邪婬戒，不侵犯親長監護的對象，也不和他人配偶有性關係
，對性行為的性別對象、人身部位未特別提及。在律藏以及經藏中，則規定捨棄財產及親族出家的僧眾，為實行清淨的梵行生活受具足戒，嚴格禁止並遠離任何形式的性活動。
北傳部派佛教經論中，出現對邪婬戒戒相的其他規定。非支（非產道）、非時、非處、新產後犯產道等等。這些部派自宗論書的戒相規定略有差異，細項歸屬方式亦有不同。大乘佛教的經論亦有非支（非產道）、非時、非處、非量等邪婬戒相。依龍樹在《大智度論》的解釋，自妻限產道行婬，是基於認為非產門處行婬，被行婬人心中不樂，無理強逼，而為邪婬。
在南傳上座部佛教中的邪婬戒，沒有非支、非時、非處等戒相。法藏部《舍利弗阿毘曇論》的緒分記載「他所護女終不婬犯」名不邪婬。
漢傳佛教將五戒和儒家五常對應比附，從男性的角度，解釋為和自己妻妾以外的對象行欲為邪婬。
藏傳佛教學者José Ignacio Cabezón認為後來的佛教經論作者把具足戒戒相轉用至在家五戒，因而產製出更為詳盡的戒相。

## 南傳上座部佛教

### 达摩难陀长老的觀點
马来西亚吉隆坡十五碑锡兰佛寺住持达摩难陀长老（1919—2006；Dhammananda）指出，佛教认为性爱（包含异性和同性）是由无明所造成的一种执着的行为。僧人选择了放弃欲望所带来的执着，出家、守持出家戒而修行，断除欲念，朝向寂静涅槃。
人类受无明的影响，以为自身身体是真实的存在，过份的迷恋欲望所带来的事物（性爱），渴望满足自身的感官需求，这样将在轮回中陷得更深。当人们的无明被智慧与知识替代，自然而然的就会摆脱身体对自身欲望的束缚。
“佛教不譴責同性戀，正如佛教並不譴責任何錯事。”。佛教并不认为同性恋是错误的，也同样没有把异性恋间的性爱看成是一种正确的事情，错误的是对它的执着与受它的奴役。
同性恋与性爱只是人类对自身的一种欲望渴求，这种欲望的渴求会对认识自我造成障碍。  達摩難陀尊者認為「所有形式的性事增加對身體的淫欲，渴望，執著。有了智慧我們學會怎樣脫離這些執著。我們不譴責同性戀是錯的，有罪的，但是我們也不遷就它，這是因為它與別的性事一樣，延緩我們從轮回中的解脫。」
達摩難陀长老，更開示：
|                              | 佛教並不承認婚姻是上帝許可的結合，似乎這樣就使性事突然合法了。性事是一種人類活動，與天堂地獄無關。...性事上的檢點只是五戒之一。殺生要嚴重得多，因為你更為惡意地傷害了另一個生命。...佛教並不把同性戀看成是錯誤，而異性戀就正確。兩種都是用身體進行的性行動，都是淫欲的強烈表現，都增加我們對現世的渴望，使我們在輪迴中陷得更久。...總之，同性戀與異性戀一樣，起源於無明，當然沒有基督教意義上的有罪。所有形式的性事增加對身體的淫欲，渴望，執著。...我們不譴責同性戀是錯的，有罪的，但是我們也不遷就它，這是因為它與別的性事一樣，延緩我們從輪回中的解脫。 |
| ——達摩難陀尊者：佛教與同性戀 | |

### 法護尊者的觀點
前弘法精舍導師、香港正念禪修中心 （页面存档备份，存于）住持法護尊者(Bhante Dhammapala)說對於同性戀，佛教的原始經典中並沒有反對或指責的地方。佛教視眾生平等，願一切眾生快樂，人人都平等，都有覺性，都可以成佛。法師借用四個佛學的概念「因緣觀、無常觀、無我、無求」來談如何增進夫妻間的愛情，並指這些道理同樣適用於男男或女女的同性關係。法師解說不邪婬戒為：給對方忠誠，基於尊重對方，而給對方忠誠。

### 泰国同性婚姻合法化
泰国被认为是亚洲LGBT权益最全面的国家之一 。被宪法规定为“佛的信徒和最高维护者”的泰王于2024年9月24日签署了同婚法律。泰国约有93.5%的人口为佛教徒，其中绝大多数属南传上座部佛教（包括国王与僧王）。目前约有8%的泰国人口（即500万人）被认为属于LGBT群体。

## 漢傳佛教
漢傳佛教的觀點，受到所處社會的態度、法師所受的佛教傳統與學風影響，而呈現出排斥、溫和到支持平權的差異。有責難排斥者，如釋宣化法師，也有積極支持平權者，如釋昭慧法師。漢傳佛教對同性戀群體，通常採取較為溫和或沉默的態度，將感情問題視為是一種執著、煩惱，苦的來源

### 排斥的觀點
- 香港佛教雜誌創辦人秦孟瀟居士，在其創辦的佛教雜誌刊文責難一名同性戀修行人，認為他觸犯佛教戒律[35]。
- 溈仰宗禪寺萬佛聖城創辦人釋宣化法師表示：佛教出家人不可有任何性關係，又指責同性之間的性行為，非男女交配不能生育，會令人類同歸於盡，稱世界、人類會因此就都沒有了[36]。

### 無明確態度
- 淨宗學會創辦人釋淨空法師，認為佛教經典似沒提及而為社會的新現象，並談到夫妻離婚、自由戀愛有礙社會穩定，主張回歸『倫理道德的教誨』，多學《弟子規》、《十善業道經》可化解問題[37]。
- 臨濟宗傳人、佛光山創辦人釋星雲法師在2001年出版的書《Buddhism Pure and Simple》主張:『同性戀無關對錯。那只是人們作的眾多事情之一。如果不會互相彼此傷害，他們的私人生活是自己的事。我們應該包容而非拒絕他們。然而世界要接受同性戀仍需要很長一段時間。我們所有人都應該學著包容他人的行為』[38]。被問到關於同性戀的問題時，星雲法師表示：自己不了解，但是仍然祝福。或回答自己不是贊成也不是不贊成的[39]，並以「不可說，不可說」答覆同性戀與同志結婚課題[40]。在新書《貧僧有話要說》中，又答覆：「知心交誼、相互傾訴都可以，至於婚嫁，有違中國的倫理道德，那就要看道德、法律、輿論的看法了」[41]。

### 溫和的觀點
- 臨濟宗與曹洞宗傳人、法鼓山創辦人釋聖嚴法師的觀點從早期視為一種過錯的態度[42]，轉為以能否做到安心，安身，安家，安業來考量[43]，到『對於同性戀，應以平等的心態來面對與接受。以佛法來講，對於同性戀或異性戀都不應該有差別歧視[4][44]』。其早年著作《戒律學綱要》解說邪婬戒為：「除了夫婦之間的男女關係，一切不受國家法律或社會道德所承認的男女關係」[45]。在《菩薩戒指要》則提問：「如今單身男女，未有法律上的婚姻，卻是生活在一起，長相廝守，形同夫妻，也算邪淫嗎?他們彼此相悦，又不妨害家庭和社會，罪在何處?[46]」。
- 禪宗靈鷲山無生道場住持，釋心道法師說：「甘願就好！人只要是自己甘願，就什麼都好；要是不甘願，就凡事都不好。如果自己覺得這樣的生活不錯，當然就會很甘願地繼續下去；如果開始覺得這樣的生活是不好的，自己就會慢慢地離開，也就是掙脫了這種感情的束縛...世間種種的問題，都是自己想出來的，離開自己的思想，就沒有那麼多的難題了」[47]。
- 佛光山叢林學院畢業、馬來西亞般若學舍 （页面存档备份，存于）負責人，釋妙贊法師，鼓勵同性戀者坦承面對自己的性取向，和勇敢站出來，不要躲在陰暗的角落過活。她主張佛教是圓融的，認為眾生有佛性，佛性是平等，同性戀者也能把內在的佛性展現出來，但從修行上而言，不管同性和異性，只要性欲上有執著，就是一種傷害[48]。
- 馬來西亞慈護苑（Metta Care Center）發起人，釋開定法師，表示：「無論同性或異性戀的情慾執著，我們稱為『同修伴侶』，佛教允許在家居士能夠過一種夫妻上的生活。在佛陀時代，已存在男人和女人的同性戀問題，只是社會上普遍接受的程度不同。如果當時的領導者或周圍人士都能夠接受同性戀者，他們就能夠自由生活，過著和普通人一般的生活。…我是宗教家，我以宗教情操來看待同性戀議題，以良性、人性的層面來尊重同性戀者，尊重個人權利與有權追求個人幸福」[49]。
- 臨濟宗道場IBS 菩薩寺 （页面存档备份，存于）住持，釋慧光法師表示：「不論是同性或異性的戀情，不可一直停留在感官的層次，而應提升到心靈層次，這是很重要的。穩定的在家生活中，有健全的關係是必須的...或許有人會將關係的結合與分離，當成生活中的刺激，但是這種樂趣是不健康的，會傷害人的身心；並且它也會敗壞社會風氣，破壞家庭和諧和別人的清白」，並解說邪婬戒為：「不和正當夫妻或合法伴侶以外的對象有性關係」[50]。

### 平權的觀點
- 弘揚印順法師人間佛教思想、佛教弘誓學院 （页面存档备份，存于）的釋昭慧法師主張同性戀和異性戀『兩者並沒有神聖與罪惡的分野，也沒有蒙受祝福與承受詛咒的殊遇。兩者的情欲，同樣構成繫縛身心的猛烈力道；同樣會因縱情恣慾或獨佔心態，而導致傷己傷人的罪行；同樣可予以節制或予以戒絕；同樣可予以轉化或予以昇華。[5]』，進而認為佛弟子應大力支持同志爭取平等對待的權益[51][52][53]。

釋昭慧法師更撰文提到一些負面的聲音，出現在佛教圈裡。此中最常聽到的就是業障論，聲稱同志的性取向，來自惡業的招感。然而法師提問：
1. 同志較諸異性戀者，真有較為深重的罪業嗎？是殺、盜、婬、妄的哪一樁，足以與同志產生必然的因果關聯？要知道，同志的身心狀態，大都良好；同志本身，並不因其性傾向而受生理或心理之苦；只要對他們不施以歧視、壓迫，他們是可以自得其樂的。同志之所以受苦，更多時候並非來自其罪業，而是來自異性戀主流文化的社會壓力。
2. 同樣的荒謬邏輯，出現在對待女性、殘障、病患、災民、奴隸與動物的身上。好像她（他、牠）們屈居弱勢而承受苦迫，是活該報應似的。這種濃厚宿命論氣息的「像似佛法」，廣泛流傳於佛教界，以紫奪朱。持此論者，不但無心幫助眾生離苦得樂，而且經常對受苦眾生「傷口抹鹽」，讓她（他、牠）們倍增二度傷害。
3. 退一步言，即使同志的性取向，真有來自惡業招感的成分，但試問無始生死以來，誰能保證自己沒有惡業？各種不同的惡業，招感不同的苦異熟果。面對眾生的苦異熟果，佛弟子理應學習佛陀的「護生」精神，悲憫、拔濟、協助其離苦得樂，斷無視其苦為「惡業招感」而予以壓迫與詛咒之理。
4. 惡業有種種，歧視、壓迫以惱害眾生，正是惡業之一。準此，同志未必會製造干犯眾生的惡業，反倒是對同志的歧視、壓迫與惱害，肯定就是惡業；社會中如果存在這種共同偏見，那就是惡法「共業」。因此歧視同志的異性戀者，應該斷除如是惡業，並以「平等對待一切眾生」的清淨共願，來改變歧視同志的惡法共業。

法師認為邪婬為影響到無辜的他者，對感官的享受運用不當。若兩人間是很單純的關係，沒有影響到第三者就不構成邪婬。就佛法來說，沒有理由去支持異性戀而來打壓同性戀。既然都是「無明」也不是什麼罪惡，盡量讓自己更有智慧，節制自己的慾念，把情感加以昇華和擴大，這樣就好了。
- 現代禪淨土念佛會的溫金柯居士表示：「佛教在人際倫理中提出的原則是尊重當事人的意志...邪婬與否的關鍵仍然是同意與否──包括其守護者、王法與當事人的同意...由此可見，如果在不同文化的婚姻家庭制度下，只要是當地的社會、文化或法律制度同意，而當事人也同意的性關係，就不是邪婬。」「同性戀者原本就可以在不組織家庭的前提下，過他們自在的情感生活。但是，在此情況下，他們要求修訂法律，給予他們與異性婚姻家庭同等的保障，這顯然不是為了破壞家庭制度而來，而是為建立新型的家庭制度。這不但不是對於家庭制度的否定，而是對家庭制度的再肯定」[58]。
- 越南臨濟宗僧侶，入世佛教的主要提倡者一行禪師說：「佛教的精神是包容。深入觀照一朵雲的本質，我們可以看到宇宙...即使你生下來就是男同性戀或女同性戀，你生命的基石根我是一樣的。我們雖然不同，但是我們都擁有同樣的生命基石...如果你是女同志，那麼就當個女同志。你應該做你自己，深入觀照你的本質，你將會看到真正的自己，你將會接觸到你的生命基石，並找到平靜...如果你能接觸到你的生命基石，你便能從歧視與壓迫造成的痛苦中解脫出來...千萬別相信僅是通過社會本身，就能伸張正義，紓解你的痛苦。真正的自在解脫，存乎於你深入觀照的能力」[59]。

禪師支持同性婚姻，在Plum Village Chanting and Recitation （「梅村頌讚書」）「婚禮」章節，寫道：「為同性伴侣頌讚時，請作出適當修改」。禪師解說邪婬戒為：「不參與沒有愛和長久承諾的性關係。為保存我和他人的快樂，我尊重自身以及他人之間的承諾關係。我會盡我所能，保護孩童免受侵犯，保護情侶和家庭免於不當性行為而遭受傷害與破壞」。
- 日本禪宗三寶教團（英语：Sanbo Kyodan）僧侶、「佛教和平組織（英语：Buddhist Peace Fellowship）」主要創始人之一的羅伯特·貝克·艾特肯（英语：Robert Baker Aitken）禪師支持同性婚姻的法制化。他表示：應用四無量心（loving kindness, compassion, joy in the attainment of others, and equanimity）的原則，在悲心（compassion）的觀照下，他與希望進入合法婚姻，肯定其愛情的男女同志同在。他解說其傳承自道元禪師十六支戒的不貪婬戒（Do not misuse sexuality）為：涉及剝削、未經同意、傷害到他人的性行為，無論在相同或相異性別之間，都是不健全和有害的[7]。

## 藏傳佛教
因為與西方國家密切接觸，格魯派法王第十四世達賴喇嘛曾被多次詢問，他表示:
- 法王於1998年的訪談表示『佛教有「十戒」。其中三個和身體有關的是：殺生；偷竊；不當性行為：它包括僧侶和他人有性關係；婚外性；同性間的性行為；口交或肛交；手淫。從佛教的觀點，這些都是錯的。但如果同性戀者不信仰佛教，不是佛教徒，從社會角度，如果兩人真正相愛，彼此尊重，而且感覺幸福，那麼有那種關係也應該可以。不管怎麼說，比暴力要好的多。但有些同性戀者想從我這裏得到贊同，對我來說，這怎麼可能？觀音對此說的很清楚，這種性行為是錯的，我不能改變這個。但有些社會歧視同性戀者，這也是錯的，做得太過分了。如果沒有愛滋病的危險，雙方同意，同性戀對社會並沒什麼傷害。』...『當然，一個佛教徒有了不當性行為，並不等於這個人就不可以繼續信仰佛教。』...『社會一定是各種各樣的人組成的，有人信教，有人不信。應該寬容，包括寬容同性戀者。』[62]

- 法王於2004年的訪談表示：「作為有信仰的人，我認為必須避免同性戀。但對於沒有信仰的人，非傳統的性愛並非是那麼尖銳的問題。有同性戀的人告訴我，他們覺得在社會上被歧視，可能被揍或逐出家庭。這是過度嚴厲的作法。不允許有暴力。但現代音樂及電影太多性愛的情節，其中包括同性戀。這不對。」...[63]
- 法王於2007年的訪談表示：「同性戀當然不能繁殖下一代，但它是否因此而錯誤？我不知道。我認為這是人類追求肉體歡愉的另一個方法。」...「如我所說的，這是另一種追求肉體歡愉的方法，追求歡愉算是違反人性嗎？我不能為其他人定義肉體歡愉是什麼。」[64][65]
- 法王於2014年的訪談表示：「同性婚姻是個人事務(individual business)，應該尊重個體所處地區的法律規定，當然不同地方的人有著不同的宗教與傳統，人們應該尊重這些宗教與傳統的限制，如同佛教中對於「不當性行為」有些定義，信徒自該遵從，但是對於非信徒(non-believer)來說，應該由個人自己決定，因為這都只是不同形式的性行為，只要安全、雙方同意，就OK。[66]」

追隨達賴喇嘛及土丹索巴仁波切修學的格魯派比丘尼，舍衛精舍住持圖丹卻准，表示：「巴利三藏對邪婬戒的規定沒有提到同性之間的性行為。佛陀幾百年之後的論師世親對此有所限制。我自己則認為，最重要的是我們行使性欲的心念動機。換言之，人們是否有不明智或不仁善地行使性慾，無論對象是對異性還是對同性。」
尼泊爾藏傳佛教噶舉派兼寧瑪派傳承的第七世祖古，詠給·明就仁波切，表示：「他們是不是比較具有罪障呢？關於這一點，我沒有看到他們是比較具有罪障的。所以，應該是和我們每一個人一樣的。至於，能不能出家呢？應該是可以出家的，應該是不相違的。」
不丹藏傳佛教薩迦派的宗薩蔣揚欽哲仁波切，表示：「同性戀性行為只是另一種形式的執著，它不應該被視做比有些人喜歡吃披薩，有些人喜歡檸檬飯糟糕。不同的人有不同的喜好」「人類的習性是無止盡的，我們無法因為一個人的習性而去判斷他」。對於戒律的回答是：「佛經和論典中沒有說：『相較於同性戀，異性戀的不善程度較低』。話雖如此，但是佛教在很大程度上受到文化的影響。這有點不幸，但不可避免。因此，當佛教傳到西藏、日本、漢地，當然還有在它的發源地印度，可能會受到文化價值觀的影響」。
寧瑪派喇嘛索達吉堪布，表示：「沒有特別關注過，但我也知道，社會中有這樣的群體。佛陀早已說過，因為眾生的業力不同，有些人對異性起貪心，有些人對非異性生貪心。都是執著」「佛陀在佛經中講，有些人對異性產生貪戀，有些人對同性產生貪戀，這些問題如果沒有得到正確對待的話就會產生痛苦。我自己覺得，每個眾生都有自己不同的煩惱，同性戀很正常，但每個國家每個傳統都有不同的做法，這也是正常的」
竹巴噶舉派的嘉旺竹巴法王表示：「我們必須接受同性關係，因為這也是生命、輪迴的一部分，理解這一點讓我們提升對靈性的理解」「要讓各種性關係進入自然和諧的狀態，不能自己想怎樣就怎樣，應該用智慧去判斷。每個人應該對所有宗教保持敬重與尊敬，雖然大多數宗教反對同性關係，但不是受戒者的一般人，應該用開放態度選擇對自己心理、健康有益的方式，處理兩性關係」。
直贡噶举的澈贊法王，表示：「世間一切現象都是因果業緣的體現。『同性戀』與『異性戀』都是人們在感情方面的執著，都是因緣和合的現象，並沒有特殊的自性」，並引用白度母成就前所說四句偈言「這裡無男性亦無女性，無我無眾生亦無所識，所謂男與女為無中有，此乃世間眾生之幻覺」，認為「在這個問題上我們應該去觀察『情執』...在『同性』或『異性』上糾結沒有任何意義，我們修行的目的是從一切『執著』煩惱中解脫出來」。
噶瑪噶舉派最高領袖大寶法王噶玛巴·伍金赤列多吉說不能將他的看法視為是佛教的見解，雖然大家確實可能將噶瑪巴所說的話，當作是佛教的觀點，但無論如何，他要說的是他個人的想法：「問題在於是否有真愛。在任何的關係中，無論是同性之間，還是異性之間，如果他們的關係是建立在真正誠摯的愛，而不只是生理的欲望，那麼這就是純正的關係。但如果他們的關係只是為了欲望或滿足需求而不是愛的話，那麼無論是男同性戀、女同性戀還是異性戀，這都不會太好。總之，是愛決定了一個關係是否純正可貴。」

## 佛教學術界
台灣大學哲學系教授楊惠南亦撰文論到:
根據澳州佛學者Peter A. Jackson研究指出，巴利文律藏中記載，佛陀在得知僧團中有人，原現男眾相反轉現女眾相後，仍同意其轉入比丘尼僧團繼續修行，並未將其逐出僧團(Vinaya, vol.1, p220)。甚至經典記載一位名為Soreyya的變性人證得阿羅漢果位(Malalasekera, 1960, pp. 1311–1312)，及一位愛戀佛陀色身的比丘Vakkali，在佛陀開示諸行無常的真諦後，證得阿羅漢的故事(Malalasekera, 1960, pp. 799–800)。…斯里蘭卡南傳佛教學者A.L.DeSilva便堅持，「我們並沒有理由論斷一般同性戀者就比一般異性戀者貪著色欲或在菩提道上意志薄弱」…換句話說，根據經典的記載，佛陀對待同性戀者與異性戀者的標準是一樣的…。(楊惠南, 2006, 我所知道的台灣同性戀佛教徒 （页面存档备份，存于）)

## 佛化婚禮
佛教視情欲為無明，是需要超越的，所謂婚姻則是入世制度，是世間法的問題，佛從不去干涉，也不做批評。是以二千多年來，僧團不曾為婚禮制定儀軌，也沒有佛教所承認的婚禮儀式。近代倡導「人生佛教」或「人間佛教」的法師，如釋太虛、釋星雲與釋聖嚴法師，本諸關懷「人生大事」的慈悲心，都主張可為信眾舉行佛化婚儀，並且躬自主持；但也有些持律法師，依於僧尼戒經的「僧殘法」，而反對僧尼主持婚儀。
淨土真宗本願寺派的美國佛教團（Buddhist Churches of America）為同性舉行婚禮已有四十年之久。創價學會和一些美國禪宗寺院，自1995年左右，也開始為同性舉行婚禮。2008年，洛杉磯西本願寺的威廉·布里奧內斯（William Briones）法師為乔治·武井和布萊德·阿爾特曼兩位男性居士主持婚禮。
2012年8月11日，釋昭慧法師為黃美瑜和游雅婷兩位女性居士，在桃園縣觀音鄉弘誓學院主持佛化婚禮，為台灣同性佛化婚禮首例。2014年時，法師也為一對男同志主持了婚禮。
2012年12月，副住持川上全龍為Yukiko Hosomi和Kaz Williams兩位女性居士，在日本京都市臨濟宗妙心寺春光院主持婚禮。寺方表示，「我們反對世界上任何形式侵犯人權的行為」，佛教的教義並不在於憎恨他人，而是希望世人學著愛與尊重，「不論新人的信仰或性向如何，我們都歡迎他們的到來。」
2017年，寧瑪派東周札西仁波切祝福兩位披上哈達的新人，完成藏傳佛教婚禮。
在泰國、柬埔寨等盛行上座部佛教的國家，有些佛教僧侶也願意為同性婚禮祈福祝禱，但通常基於婚禮為世俗事務不會主持婚禮儀式。

## 外部連結

### 文章
- 达摩难陀长老与一位同性恋者的通信（页面存档备份，存于）
- 佛教如何 看待同性戀 （页面存档备份，存于）
- 童心梵行 －當代台灣佛教同志平權運動－
- Male Homosexuality and Transgenderism in the Thai Buddhist Tradition
- Semen, Viagra and Pandaka: Ancient Endocrinology and Modern Day Discrimination （页面存档备份，存于）
- Buddhism and LGBT Issues（页面存档备份，存于） by Shravasti Dhammika（英语：Shravasti Dhammika）
- Homosexuality, Buddhism and Sri Lankan Society （页面存档备份，存于）
- Thinking through Texts: Toward a Critical Buddhist Theology of Sexuality（页面存档备份，存于）
- Coming out in the Sangha: queer community in American Buddhism （页面存档备份，存于）

### 禪修團體
- Gay Buddhist Fellowship （页面存档备份，存于）（美國舊金山）
- Queer Dharma （页面存档备份，存于）（美國波特蘭）